# 이제르강 전투
이제르강 전투(프랑스어: Bataille de l'Yser, 네덜란드어: Slag om de IJzer)는 제1차 세계 대전 중 벨기에 이제르강에서 일어난 전투로 독일이 벨기에 나머지 영토를 함락하는 것을 막았는데 이는 벨기에 영토의 5%를 차지한다. 전투에서 승리한 벨기에의 알베르 1세 국왕은 영웅이 되었다.

## 같이 보기
- 제1차 세계 대전 중 벨기에